# Gerhard Schöne

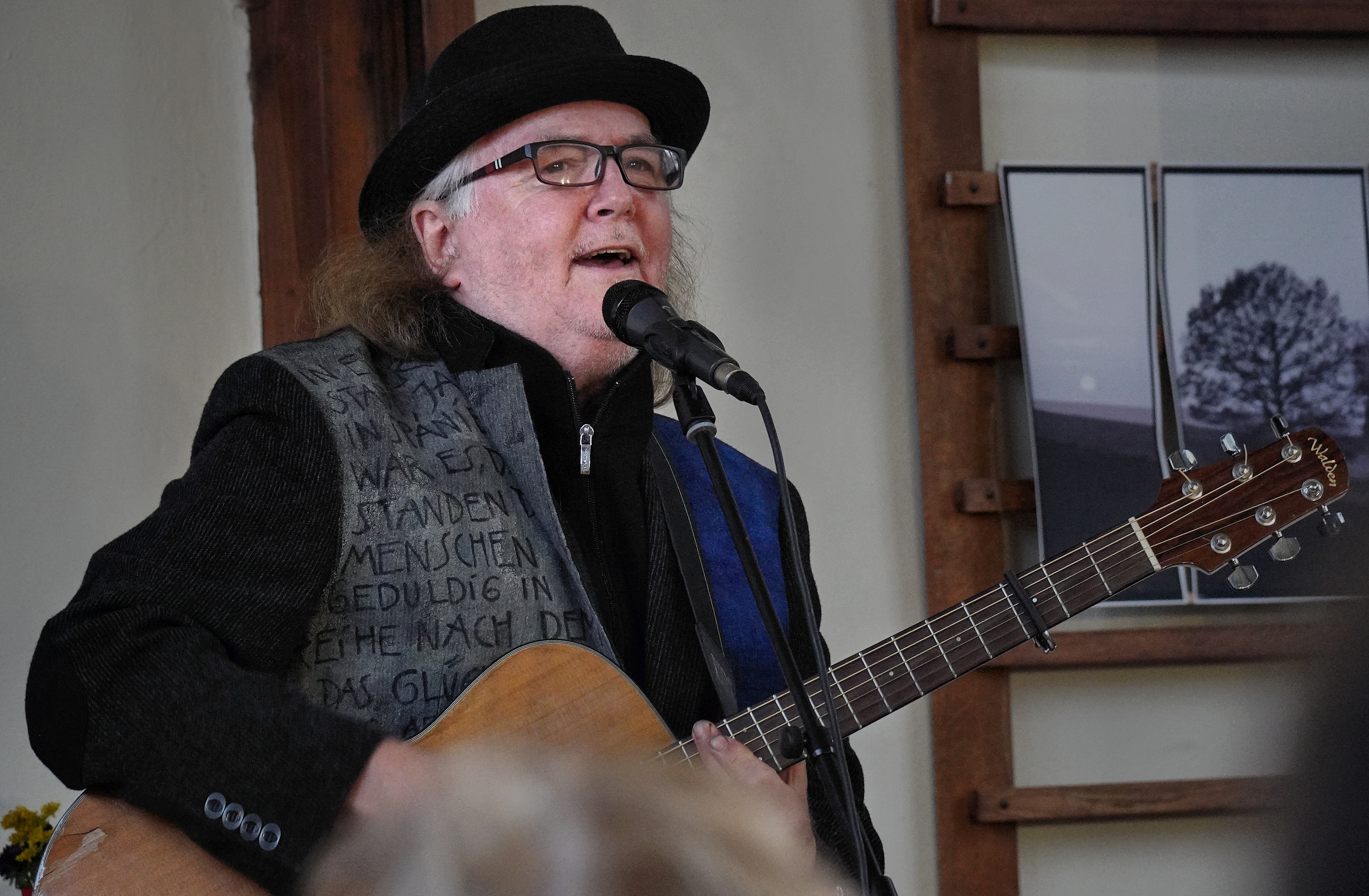
Gerhard Schöne bei einem Konzert in der Cyriakkapelle Erfurt 2022

Gerhard Schöne (* 10. Januar 1952 in Coswig bei Dresden) ist ein deutscher Liedermacher und Kinderbuchautor. Er gehörte in der DDR zu den bekanntesten Interpreten.

## Leben

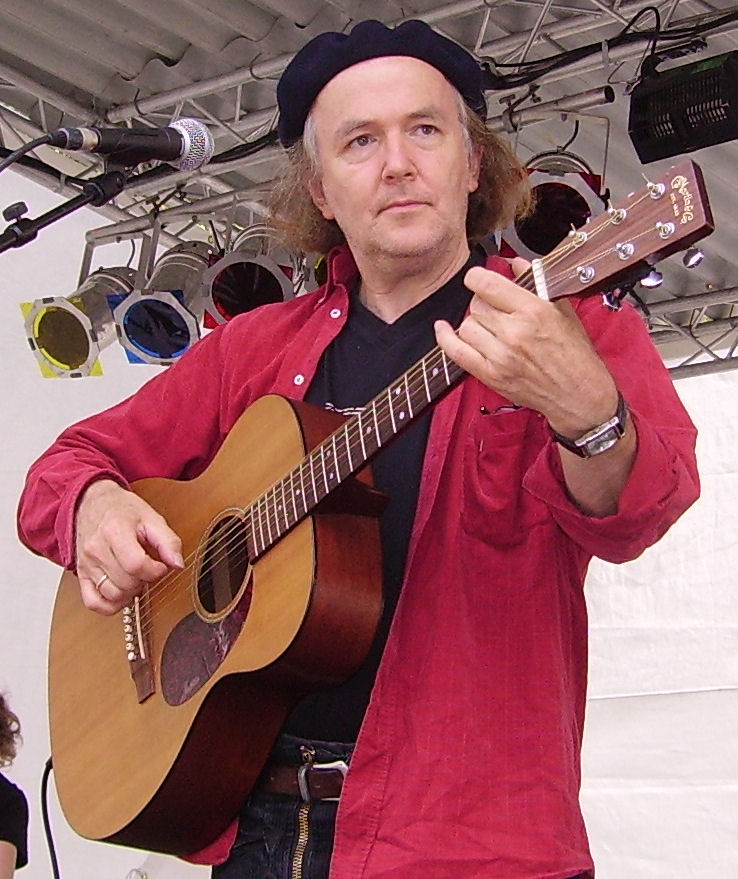
Gerhard Schöne auf dem Deutschen Evangelischen Kirchentag, 2007

Schöne wuchs in einer evangelischen Pfarrerfamilie im sächsischen Coswig auf, sein Vater Johannes Schöne betätigte sich auch schriftstellerisch. 1968 absolvierte er eine Lehre als Korpusgürtler und arbeitete dann als Laienschauspieler der „Spielgemeinde Leipzig“. 1972 bewarb er sich an der Staatlichen Schauspielschule in Berlin, wurde zunächst dort angenommen und erhielt einige Wochen später eine Absage, weil er in der NVA den Dienst an der Waffe verweigerte und stattdessen als Bausoldat diente. Von 1973 bis 1978 arbeitete er als Briefträger in Coswig und absolvierte parallel ein Fernstudium für Unterhaltungsmusik und Gesang an der „Carl Maria von Weber“-Musikhochschule in Dresden. 1978 wird er zu den Bausoldaten nach Stralsund eingezogen. Seit 1979 ist er freischaffend als Liedermacher tätig.
1981 erschien seine erste Langspielplatte Spar deinen Wein nicht auf für morgen bei Amiga, dem Label für Populärmusik der DDR. Mehrmals war Gerhard Schöne Gast beim Festival des politischen Liedes. Musik von ihm wurde in den DEFA-Kinderfilmen Der Junge mit dem großen schwarzen Hund (1986) und ...und ich dachte, du magst mich (1987) verwendet; in Ersterem spielte Schöne auch eine Nebenrolle als Musiker. Seine LP Du hast es nur noch nicht probiert kam 1988 heraus, die mit Liedern wie Mit dem Gesicht zum Volke mutig die Stimmung großer Teile der Bevölkerung zum Ausdruck brachte.
1991 trat Schöne bei den Songs an einem Sommerabend auf und erhielt von den Trägern des Festivals einen Sonderpreis für „Lieder, die Brücken bauen“. Sein Song Der Wunsch des Filmprojektors kam auf die Jubiläums-CD 2011. Ein zweites Mal trat er dort 2014 auf.
Schöne gehörte zu den Künstlern, die aktiv die Wendezeit 1989/90 mitgestalteten. Bis heute ist er gesellschaftlich engagiert. Gerhard Schöne unterstützt zum Beispiel Entwicklungsprojekte der ostdeutschen Organisation INKOTA-netzwerk, in deren Beirat er bis 2021 mitarbeitete.
Schönes Texte wirken manchmal kindlich-naiv, sind aber immer einfühlsam und, geprägt von seinem christlichen Glauben, oft gesellschaftskritisch. Populär geworden ist Schöne vor allem durch seine Sammlung von Kinderliedern aus aller Welt und aus eigener Feder, zum Beispiel Kinderland und Jule wäscht sich nie. Erfolgreich wurde er ebenso mit Liedern für Erwachsene. Er tritt regelmäßig zu Evangelischen Kirchentagen auf.
Gerhard Schönes Alben erscheinen seit der deutschen Wiedervereinigung im Buschfunk-Verlag Berlin. Seit 1988 wurden neun seiner Kinderbücher veröffentlicht.
Schöne ist verheiratet und hat sechs Kinder. Er lebt in Meißen.

## Ehrungen
Trotz seiner kritischen Töne wurde Gerhard Schöne als erfolgreichster Liedermacher der DDR 1987 mit dem Kunstpreis der DDR und 1989 mit dem Nationalpreis der DDR geehrt. 1994 erhielt er den Verdienstorden des Landes Berlin. Aufgrund seines unermüdlichen Engagements für Kinder wurde er zum UNICEF-Botschafter ernannt. 2002 würdigte ihn der Verband Deutscher Schulmusiker für seine Leistungen in der Musikerziehung mit der Leo-Kestenberg-Medaille. Zweimal war er Träger des Preises der Deutschen Schallplattenkritik: 1992 für Ich bin ein Gast auf Erden und 2004 für Fremde Federn. Mit dem Leopold-Preis des Verbandes deutscher Musikschulen wurde er 1997 und 2003 geehrt.
1996 erhielt Schöne den Preis der Stiftung Bibel und Kultur im Bereich „Bibel und Liedermacher“. Mit dem Deutschen Musikautorenpreis in der Kategorie „Text Kinderlied“ wurde er 2012 ausgezeichnet. 2016 erhielt Schöne die Johann-Walter-Plakette des Sächsischen Musikrats.
2024 wurde Schöne das Bundesverdienstkreuz am Bande verliehen.

## Diskographie

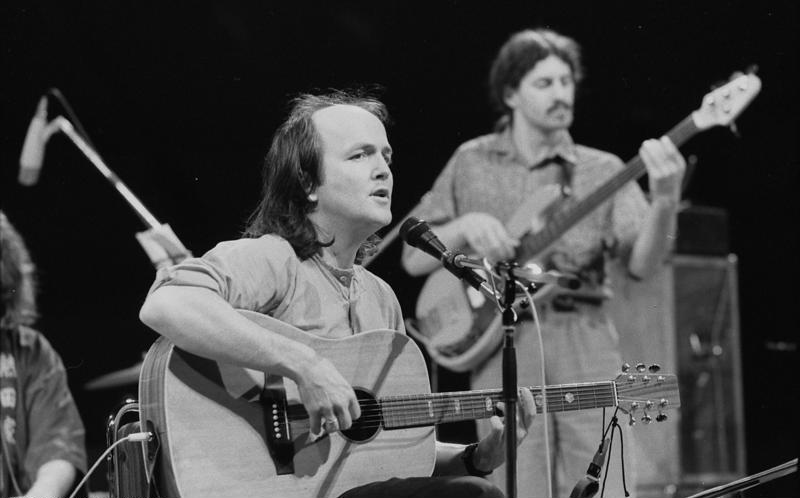
Gerhard Schöne, 1988

- 1981: Spar deinen Wein nicht auf für morgen (LP, als CD 1995)
- 1982: Lieder aus dem Kinderland (LP, als CD 1994)
- 1983: Die große Erfindung des kleinen Herrn Mutzelbach (1983 Hörspielproduktion und Ursendung; 1996 CD-VÖ)
- 1985: Menschenskind (LP, als CD 1995)
- 1986: Kinderlieder aus aller Welt (LP, als CD 1994)
- 1988: Du hast es nur noch nicht probiert (Live-Doppel-LP)
- 1989: Lebenszeichen
- 1989: Kinder-Lieder-Galerie (LP, als CD 1990)
- 1991: Ich bin ein Gast auf Erden (Preis der deutschen Schallplattenkritik)
- 1992: Die sieben Gaben
- 1993: Bis die Katze bellt
- 1993: Schönes Liederpaket
- 1993: Lieder
- 1995: Böses Baby Kitty Schmidt (Leopold-Medienpreis)
- 1997: Jule wäscht sich nie
- 1997: Der glattrasierte Weihnachtsmann
- 1997: Seltsame Heilige
- 1998: Alligatoren in der Kanalisation
- 1998: Das Leben der Dinge
- 2000: Wege zueinander
- 2000: Das Perlhuhn im Schnee
- 2001: Kindergedichte (Leopold-Medienpreis)
- 2002: Klabüster, Klabuster (Live-Doppel-CD)
- 2003: Fremde Federn
- 2004: Könige aus Morgenland
- 2005: Die Lieder der Fotografen
- 2007: Wo? (Live-CD/DVD, Burgen- und Schlössertour 2006)
- 2007: Der Engel, der die Träume macht
- 2008: Trommle mein Herz für das Leben (1996 aufgenommen)
- 2010: Wenn Franticek niest (mit Nora Tschirner)
- 2010: Ich öffne die Tür weit am Abend (mit Jens Goldhardt und Ralf Benschu)
- 2011: Die Lieder der Briefkästen
- 2016: Ein Tag im Leben eines Kindes (mit dem Gewandhauskinderchor Leipzig)
- 2017: Komm herein in das Haus (mit dem Gewandhauskinderchor Leipzig und Walter Zoller am Klavier unter der Leitung von Frank-Steffen Elster)
- 2020: Wie wollen wir unser Kindlein beschenken? Zärtliche Lieder zur Nacht
- 2020: Summen Singen Schreien (mit Jens Goldhardt (Orgel) und Ralf Benschu (Saxophon))
- 2022: Ich bin Ich[16]

## Literarische Werke
- Die große Erfindung des kleinen Herrn Mutzelbach. Eine Kindergeschichte mit Liedern. Illustrationen von Gabine Heinze. Edition Peters, Leipzig 1988, ISBN 3-369-00063-6.
- Wohin soll die Nachtigall? Henschelverlag, Berlin 1989, ISBN 3-89487-126-1.
- Kinder-Lieder-Galerie. Lieder und Texte. Lied der Zeit, Berlin 1990, ISBN 3-7332-0055-1.
- Jule wäscht sich nie. Illustrationen von Claudia Schauß. Altberliner Verlag, Berlin 1990, ISBN 3-357-00365-1.
- Lebenszeichen. Liederbuch 1. Buschfunk, Berlin 1991, ISBN 3-931925-30-7.
- Das Auto von Lucio. Illustrationen von Petra Wiegand. Patmos, Ostfildern 1991, ISBN 3-491-37237-2.
- Bis die Katze bellt. Illustrationen von Manfred Bofinger. Jumbo, Hamburg 1994, ISBN 3-930319-88-8.
- Klang der Stille. Fotos von Jürgen Richter. Thomas, Leipzig 1994, ISBN 3-86174-032-X.
- Kleines Wesen sei willkommen. Thomas, Leipzig 1995, ISBN 3-86174-042-7.
- Ich muß singen. Liederbuch 2. Buschfunk, Berlin 1996, ISBN 3-931925-31-5.
- Wenn ich mir was wünschen dürfte, mein liebes Kind. Thomas, Leipzig 1996, ISBN 3-86174-049-4.
- So ein Traum braucht seine Zeit. Thomas, Leipzig 1998, ISBN 3-86174-055-9.
- Wenn das Herz mir überläuft. Gebete und Lieder für Kinder. Zusammen mit Rile Schöne. St. Benno, Leipzig 2000, ISBN 3-7462-1411-4.
- Wo? Liederbuch 3. Buschfunk, Berlin 2002, ISBN 3-931925-36-6.
- Das Kinderliederbuch. Liederbuch 4. Buschfunk, Berlin 2002, ISBN 3-931925-38-2.
- Kraft der Träume. Thomas, Leipzig 2002, ISBN 3-86174-075-3.
- Wenn Franticek niest. 19 Geschichten zu Bildern seines Sohnes Jona. Buschfunk, Berlin 2008, ISBN 978-3-931925-79-6.
- Unter deinen Flügeln. Von Engeln begleitet. Thomas, Leipzig 2008, ISBN 978-3-86174-094-0.
- Du hast mich lieb, das tut mir gut. Zusammen mit Rile Schöne. St. Benno, Leipzig 2010, ISBN 978-3-7462-2921-8.
- Bei Mama im Bauch. Illustrationen von Werner Tiki Küstenmacher. Thomas, Leipzig 2012, ISBN 978-3-86174-101-5.
- Mein Kinderland. Illustrationen von Jutta Mirtschin. Lehmstedt, Leipzig 2014, ISBN 978-3-942473-78-1.

## TV-Porträt
- Peter Grimm: Gerhard Schöne – Der leise Rebell. In: Mitteldeutscher Rundfunk. 2016, abgerufen am 4. Februar 2022 (ARD-Mediathek, Länge: 30 Minuten).
- Interview: Gerhard Schöne – Deutsche-Mugge-TV Online[17]

## Varia
- Die ersten Konzerte zur Wiedereröffnung der Philippuskirche Leipzig Anfang Mai 2019 mit ausverkaufter Kirche präsentierten Martin Kohlstedt mit dem Gewandhauschor sowie Gerhard Schöne mit dem GewandhausKinderchor.